# Buuloburde
Buuloburde – miasto w środkowej Somalii; w regionie Hiraan; 17 824 mieszkańców (2005). Jest stolicą okręgu Buuloburde.